# Mikko Koskinen (basket-ball)
Pour les articles homonymes, voir Mikko Koskinen.
Mikko Koskinen, né le 21 juillet 1949, à Oulu, en Finlande, est un ancien joueur et entraîneur finlandais de basket-ball.

## Palmarès
- Champion de Finlande 1973, 1975, 1977
- Coupe de Finlande 1972, 1976